# Wilfried Heinrichs
Wilfried Heinrichs (* 9. Juni 1925 in Düren; † nach 1954) war ein deutscher Fußballspieler.

## Karriere
Heinrichs begann in Düren bei der ortsansässigen SG Düren 99 mit dem Fußballspielen, bevor er 1947 zu Alemannia Aachen wechselte. Von da an spielte er als Torwart bis 1955 in der Oberliga West, in einer von fünf Staffeln als höchste deutsche Spielklasse. Beinahe wäre er mit seiner Mannschaft in die 2. Oberliga West abgestiegen, hätte seine Mannschaft nicht das Entscheidungsspiel um Platz 14 gegen Borussia M.gladbach mit 5:0 gewonnen und die anschließende Relegation zur Oberliga West nicht erfolgreich abgeschlossen. So blieb er bis zu seinem Karriereende der Spielklasse erhalten, in der mit Platz 3 in der Saison 1951/52 die beste Platzierung erreicht wurde.
Während seiner Vereinszugehörigkeit bestritt er vier Spiele im DFB-Pokal-Wettbewerb, in dem er am 17. August 1952 in Herzogenrath beim 5:2-Erstrunden-Sieg über TuS Essen-West debütierte. Nachdem er das am 5. Oktober 1952 gegen den 1. FC Nürnberg mit 3:3 ausgegangene Achtelfinale bestritten und seine Mannschaft ohne ihn das Wiederholungsspiel am 9. November mit 2:0 gewonnen hatte, bestritt er das am 1. Mai 1953 im Düsseldorfer Rheinstadion ausgetragene Finale. Dieses wurde mit 1:2 gegen Rot-Weiss Essen verloren; das Anschlusstor von Jupp Derwall in der 56. Minute war das einzige Tor, das seiner Mannschaft gelang. 1954/55 kam er nochmals in diesem Wettbewerb zum Einsatz: Er bestritt die am 15. August 1954 beim SV Phönix Ludwigshafen nach Verlängerung torlos gebliebene Begegnung, bevor er mit seiner Mannschaft am 27. November 1954 im Viertelfinale mit 0:2 gegen Altona 93 aus diesem ausschied.

## Erfolge
- DFB-Pokal-Finalist 1953